# 오데온 극장

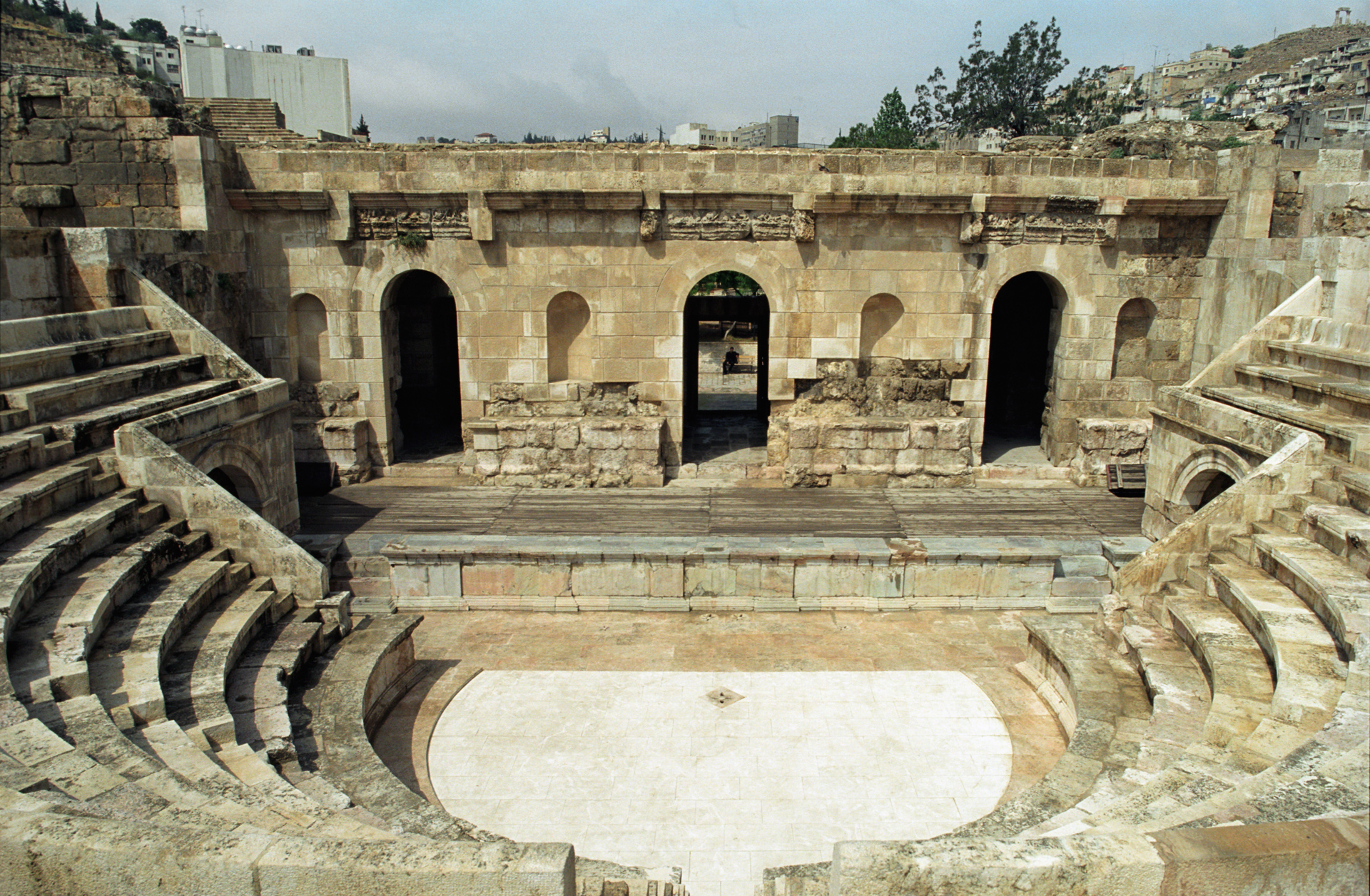

오데온 극장(Odeon theater)은 요르단 암만에 있는 500석 규모의 작은 극장이다. 오데온이 광장의 동쪽에 있는 반면, 하심 광장(Hashemite Plaza)의 남쪽에 바로 옆에 있는 대형 로마 극장과는 구별된다.

## 설명
고고학자들은 오데온이 관객을 날씨로부터 보호하는 임시 목조 지붕으로 폐쇄되었을 가능성이 매우 높다고 추측했다.

## 역사
건물은 2세기에 지어진 로마의 오데온으로, 옆에 있는 로마극장과 같은 시기에 지어졌다.
오데온은 최근 인근 님파에움(Nymphaeum) 분수와 함께 복원되었다.

## 현대적 사용
오데온은 오늘날 콘서트에 사용되며 가장 인기 있는 것은 매년 개최되는 알발라드 음악제(Al-Balad Music Festival)이다.